# Pachrophylla oculata
Pachrophylla oculata är en fjärilsart som beskrevs av Paul Mabille 1885. Pachrophylla oculata ingår i släktet Pachrophylla och familjen mätare. Inga underarter finns listade i Catalogue of Life.